# 曺明煥
曺 明煥（チョ・ミョンファン、朝鮮語: 조명환、1916年5月25日 - 1978年4月15日）は、大韓民国の政治家。慶尚南道議会議員、第5代韓国国会議員を歴任した。

## 経歴
日本統治時代の慶尚南道山清郡出身。大阪鯰江航空学校または商工学校卒。民主党山清郡党委員長・中央委員を務めた。